# Liste der Biografien/Gali
Liste der Biografien |
Portal Biografien |
Personensuche
# |
A |
B |
C |
D |
E |
F |
G |
H |
I |
J |
K |
L |
M |
N |
O |
P |
Q |
R |
S |
T |
U |
V |
W |
X |
Y |
Z |
?
 
Ga |
Gb |
Gc |
Gd |
Ge |
Gf |
Gh |
Gi |
Gj |
Gk |
Gl |
Gm |
Gn |
Go |
Gp |
Gq |
Gr |
Gs |
Gu |
Gv |
Gw |
Gy |
Gz
 
Gaa |
Gab |
Gac |
Gad |
Gae |
Gaf |
Gag |
Gah |
Gai |
Gaj |
Gak |
Gal |
Gam |
Gan |
Gao |
Gap |
Gaq |
Gar |
Gas |
Gat |
Gau |
Gav |
Gaw |
Gax |
Gay |
Gaz
 
Gala |
Galb |
Galc |
Gald |
Gale |
Galf |
Galg |
Galh |
Gali |
Galj |
Galk |
Gall |
Galm |
Galo |
Galp |
Galr |
Gals |
Galt |
Galu |
Galv |
Galw |
Galy |
Galz
Die Liste der Biografien führt alle Personen auf, die in der deutschsprachigen Wikipedia einen Artikel haben. Dieses ist eine Teilliste mit 168 Einträgen von Personen, deren Namen mit den Buchstaben „Gali“ beginnt.

## Gali
- Gali, Bali (* 1939), indischer Geistlicher, emeritierter römisch-katholischer Bischof von Guntur
- Galí, Beth (* 1950), katalanische Designerin, Architektin und Landschaftsarchitektin
- Galí, Francesc (1880–1965), katalanischer Maler und Kunsterzieher
- Galí, Jordi (* 1961), spanischer Ökonom und einer der Hauptvertreter des Neokeynesianismus
- Galí-Izard, Teresa (* 1968), spanische Landschaftsarchitektin und Stadtplanerin

### Galia
- Galia, Martin (* 1979), tschechischer Handballspieler
- Galiakbarowa, Dina Eduardowna (* 1991), russische Säbelfechterin
- Galiana, Fred (1931–2005), spanischer Boxer
- Galiana, María (* 1935), spanische Schauspielerin
- Galiandin, Arthur (* 1960), deutscher Schauspieler russischer Herkunft
- Galiani, Ferdinando (1728–1787), italienischer ÖkonomFerdinando Galiani (1728–1787)

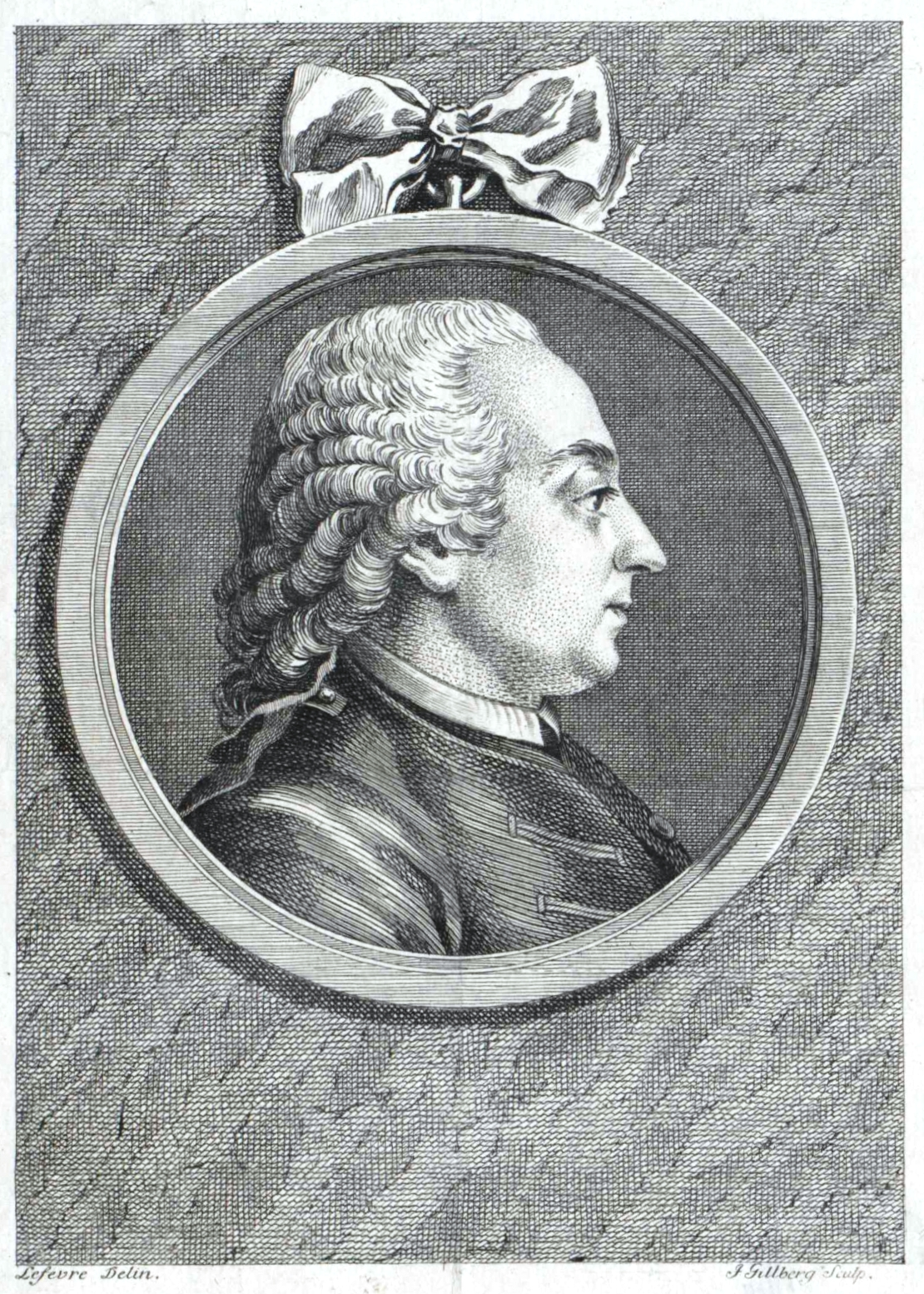
Ferdinando Galiani (1728–1787)

- Galiano da Costa, Mateus (* 1984), angolanischer Fußballspieler
- Galiano, Galy, kolumbianischer Musiker
- Galiano, Rino, deutscher Theaterschauspieler und Musiker
- Galiardi, T. J. (* 1988), kanadischer Eishockeyspieler
- Galiardo, Juan Luis (1940–2012), spanischer Schauspieler
- Galiassi, André (* 1980), brasilianischer Fußballspieler
- Galiazzo, Chiara (* 1986), italienische Popsängerin
- Galiazzo, Marco (* 1983), italienischer Bogenschütze

### Galib
- Galibardy, Joseph (1915–2011), indischer Hockeyspieler
- Galiber, Charles-Eugène (1824–1909), französischer Vizeadmiral und Politiker der Dritten Republik
- Galibert, Charles (1826–1858), französischer Komponist
- Galibert, Louis-Marie (1845–1883), französischer römisch-katholischer Ordensgeistlicher und Apostolischer Vikar von Ost-Cochin
- Galibert, Pierre Louis Marie (1877–1965), französischer Ordensgeistlicher und römisch-katholischer Bischof von São Luíz de Cáceres

### Galic
- Galić, Darko (* 1973), kroatisch-österreichischer Handballspieler
- Galic, Marina (* 1977), deutsche Schauspielerin und Hörspielsprecherin
- Galič, Marinko (* 1970), jugoslawischer bzw. slowenischer Fußballspieler
- Galić, Mate (* 1974), kroatischer DJ und Fernsehmoderator
- Galić, Milan (1938–2014), jugoslawischer Fußballspieler
- Galic, Robert (* 1973), deutscher Musiker, Produzent und DJ
- Galić, Stanislav (* 1943), bosnischer General der VRS
- Galić, Štefica (* 1963), bosnisch-herzegowinische Menschenrechtsaktivistin, Fotografin und Journalistin
- Galić, Valerija (* 1956), bosnisch-herzegowinische Juristin
- Galic, Zita (* 1962), serbische Handballspielerin
- Galica, Andrzej (* 1980), polnischer Skispringer
- Galica, Azem (1889–1924), albanisch-kosovarischer Nationalist und Rebell
- Galica, Divina (* 1944), britische Skirennläuferin und Rennfahrerin
- Galica, Shote (1895–1927), kosovo-albanische Rebellin
- Găliceanu, Mihai (* 1982), rumänischer Skilangläufer
- Galichet, Georges (1904–1992), französischer Romanist, Linguist und Pädagoge
- Galicia, María Luz (* 1940), spanische Schauspielerin
- Galicia, Nichole (* 1975), US-amerikanische Schauspielerin und Model panamaischer AbstammungNichole Galicia (* 1975)

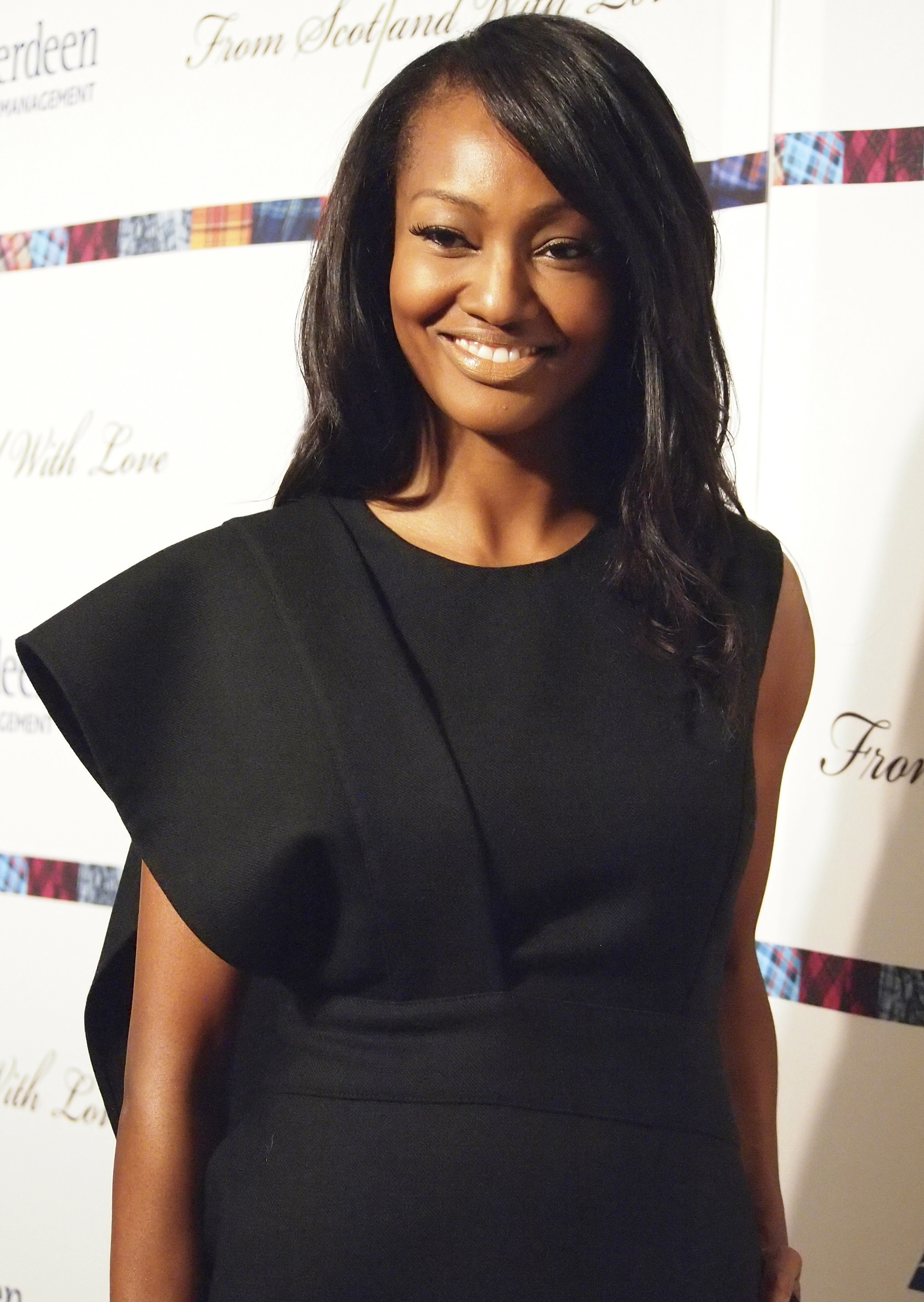
Nichole Galicia (* 1975)

- Galiciadis, Athene (* 1978), Schweizer Kulturschaffende und bildende Künstlerin
- Galicier, Emilienne (1911–2007), französische Politikerin (PCF)

### Galid
- Galidi, Rodaan al- (* 1971), niederländischer Autor irakischer Herkunft
- Galido, Ariel (* 1975), philippinischer römisch-katholischer Ordensgeistlicher, emeritierter Apostolischer Präfekt der Marshallinseln
- Galido, Elenito (1953–2017), philippinischer Geistlicher, römisch-katholischer Bischof von Iligan

### Galie
- Galien-Laloue, Eugène (1854–1941), französischer Maler
- Galiena, Anna (* 1954), italienische Film-, Fernseh- und Theaterschauspielerin

### Galif
- Galifi, Stéphane (* 1978), italienisch-französischer Squashspieler
- Galifianakis, Nick (1928–2023), US-amerikanischer Politiker
- Galifianakis, Zach (* 1969), US-amerikanischer Comedian und FilmschauspielerZach Galifianakis (* 1969)

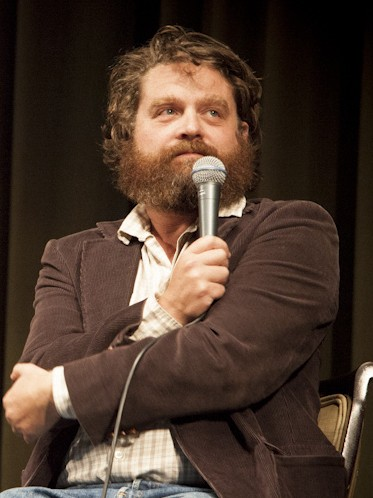
Zach Galifianakis (* 1969)

### Galig
- Galigaï, Leonora (1568–1617), französische Hofdame und Regentin toskanischer Herkunft

### Galij
- Galijew, Minnewali Chafisowitsch (1930–2016), sowjetischer Skilangläufer
- Galijew, Stanislaw Sergejewitsch (* 1992), russischer Eishockeyspieler
- Galijewa, Elina Ramilewna (* 1984), russische Skeletonpilotin und Bobsportlerin
- Galijewa, Rosalija Ilfatowna (* 1977), sowjetische, später russische Turnerin

### Galik
- Gálik, Pavol (* 1952), tschechoslowakischer Radrennfahrer
- Galíková-Hlaváčová, Jana (* 1963), tschechische Orientierungsläuferin

### Galil
- Galil, Bella (* 1949), israelische Meeresbiologin
- Galil, Esther (* 1945), israelische Chansonsängerin und Songschreiberin
- Galil, Ibrahim Saad Abdel (* 1946), sudanesischer Sprinter
- Galil, Thamela Coradello (* 2000), brasilianische Beachvolleyballspielerin
- Galilei, Alessandro (1691–1737), italienischer Architekt
- Galilei, Galileo (1564–1642), italienischer Philosoph, Mathematiker, Physiker und AstronomGalileo Galilei (1564–1642)

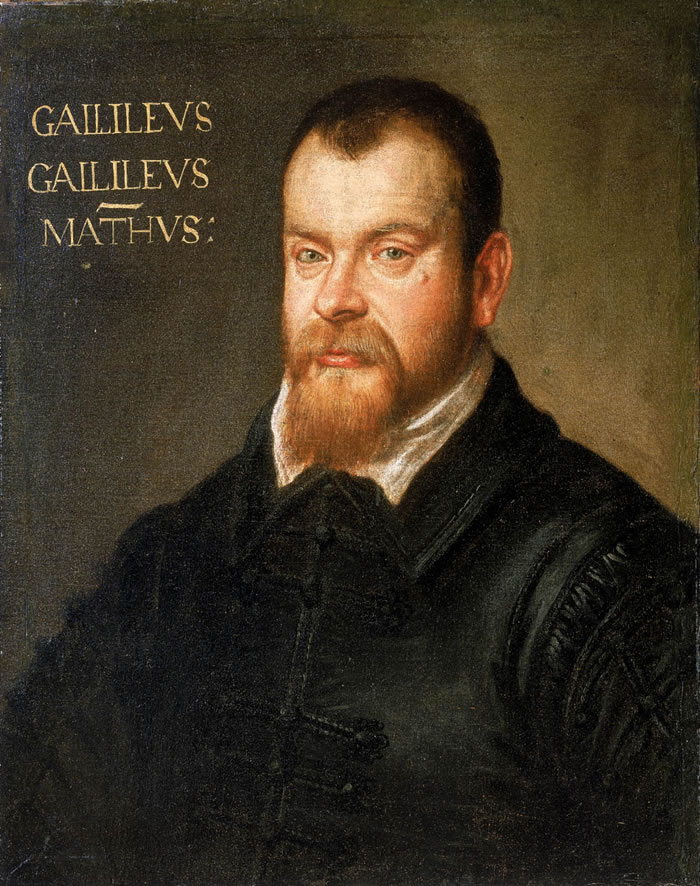
Galileo Galilei (1564–1642)

- Galilei, Michelangelo (1575–1631), italienischer Komponist des Barock
- Galilei, Vincenzo († 1591), italienischer Lautenist, Musikwissenschaftler und Komponist
- Galili, Jisrael (1911–1986), israelischer Politiker
- Galili, Jisrael (1923–1995), israelischer Waffenkonstrukteur
- Galily, Yair (* 1970), israelischer Soziologe

### Galim
- Galimard, Auguste (1813–1880), französischer Maler, Lithograf und Kunstschriftsteller
- Galimberti di Vietri, Pablo Jaime (* 1941), uruguayischer Geistlicher und emeritierter römisch-katholischer Bischof von Salto
- Galimberti, Carlo (1894–1939), italienischer Gewichtheber
- Galimberti, Ferdinando, italienischer Komponist, Geiger und Musikpädagoge
- Galimberti, Gilberto (1933–2017), italienischer Stuntman und Schauspieler
- Galimberti, Giorgio (* 1976), italienischer Tennisspieler
- Galimberti, Luigi (1836–1896), katholischer Theologe und Kardinal
- Galimberti, Paolo (* 1968), italienischer Politiker
- Galimberti, Sándor (1883–1915), ungarischer Maler
- Galimir, Felix (1910–1999), US-amerikanischer Violinist österreichischer Herkunft
- Galimow, Alexander Saidgerejewitsch (1985–2011), russischer Eishockeyspieler
- Galimow, Emil Gabdelnurowitsch (* 1992), russischer Eishockeyspieler
- Galimow, Erik Michailowitsch (1936–2020), russischer Geochemiker
- Galimow, Stanislaw Raissowitsch (* 1988), russischer Eishockeytorwart
- Galimsjanow, Denis Ramiljewitsch (* 1987), russischer Radrennfahrer

### Galin
- Galin, Alexander Michailowitsch (* 1947), russischer Dramaturg und Theater- und Filmregisseur
- Galin, Carmen (1946–2020), rumänische Schauspielerin
- Galin, Pierre (1786–1821), französischer Musiktheoretiker
- Galina, Marija Semjonowna (* 1958), sowjetische bzw. russische Meeresbiologin und Dichterin
- Galina, Stacy (* 1966), US-amerikanische Schauspielerin
- Galinaitytė, Jūratė (* 1940), litauische Juristin, Rechtsanwältin, Kriminologin und Politikerin
- Gaļinauskas, Vītauts (* 1949), sowjetischer und litauischer Radrennfahrer
- Galíndez, Hernán (* 1987), ecuadorianischer Fußballtorhüter
- Galíndez, Jesús (1915–1956), spanischer Politiker und Schriftsteller
- Galíndez, Martin (1547–1627), spanischer Maler und Holzschnitzer
- Galíndez, Oscar (* 1971), argentinischer Triathlet
- Galíndez, Víctor (1948–1980), argentinischer Boxer
- Galindo Garcés, Graf in der spanischen Mark
- Galindo I. Aznárez, Graf von Aragón
- Galindo II. Aznárez, Graf von Aragón
- Galindo Mata, Teresa (* 1970), mexikanische Beachvolleyballspielerin
- Galindo Santolaria, Ana (* 1973), spanische Skirennläuferin
- Galindo, Aarón (* 1982), mexikanischer Fußballspieler
- Galindo, Andrea (* 1982), kolumbianische Beachvolleyballspielerin
- Galindo, Beatriz (1465–1535), spanische Humanistin, Adlige und Lehrerin am spanischen Hof
- Galindo, Benjamín (* 1960), mexikanischer Fußballspieler
- Galindo, Blas (1910–1993), mexikanischer Komponist
- Galindo, Celvin (* 1957), guatemaltekischer Staatsanwalt
- Galindo, Claudia (* 1987), kolumbianische Beachvolleyballspielerin
- Galindo, Gerardo (* 1978), mexikanischer Fußballspieler
- Galindo, Guillermo (* 1960), mexikanischer Klangkünstler und Komponist
- Galindo, Hermila (1886–1954), mexikanische Feministin und Schriftstellerin
- Galindo, Juan (1802–1839), mittelamerikanischer Unabhängigkeitskämpfer spanisch-englisch-irischer Herkunft
- Galindo, María (* 1964), bolivianische Aktivistin
- Galindo, Mario (* 1951), chilenischer Fußballspieler
- Galindo, Pedro (1906–1989), mexikanischer Sänger, Komponist, Schauspieler und Filmproduzent
- Galindo, Plácido (1906–1988), peruanischer Fußballspieler
- Galindo, Rafa (1921–2010), venezolanischer Sänger
- Galindo, Regina José (* 1974), guatemaltekische Aktionskünstlerin
- Galindo, Rosa (* 1952), spanische Performance- und Videokünstlerin
- Galindo, Rudy (* 1969), US-amerikanischer Eiskunstläufer
- Galindo, Vicky (* 1983), US-amerikanische Softballspielerin
- Galinne, Rachel (* 1949), israelische Komponistin
- Galinova, Alexandra (* 1936), deutsche Künstlerin
- Galinović, Mario (* 1976), kroatischer Fußballtorwart und Torwarttrainer
- Galińska, Emilia (* 1992), polnische Handballspielerin
- Galinski, Christian (* 1944), deutscher Japanologe und Kommunikationswissenschaftler
- Galinski, Heinz (1912–1992), deutscher Kaufmann, Präsident des Zentralrates der Juden in DeutschlandHeinz Galinski (1912–1992)

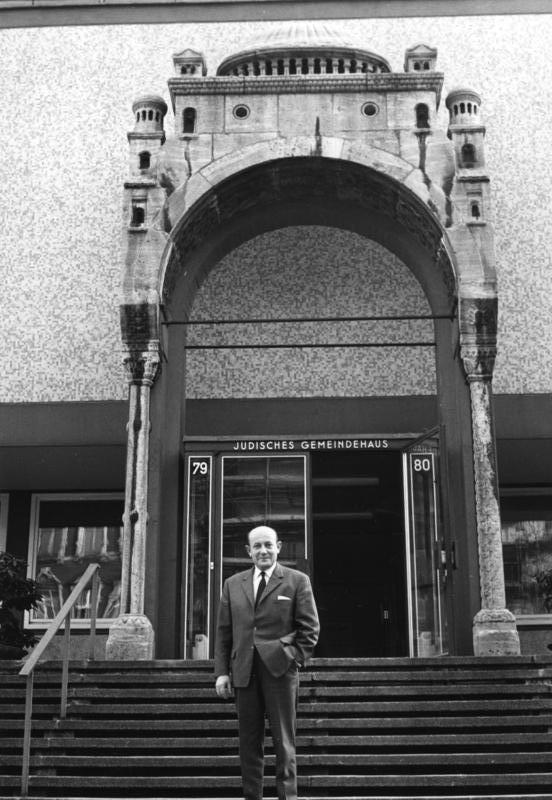
Heinz Galinski (1912–1992)

- Galiński, Marek (1974–2014), polnischer Cyclocross-, Mountainbike- und Straßenradrennfahrer
- Galinski, Ulan (* 1998), brasilianischer Radrennfahrer
- Galinskij, Feofan (1954–2017), russisch-orthodoxer Erzbischof von Berlin und Deutschland
- Gaļinskis, Mareks (* 1999), lettischer E-Sportler
- Galinsky, Gunther (1938–2019), deutscher Bergingenieur und Fotograf
- Galinsky, Hans (1909–1991), deutscher Amerikanist
- Galinsky, Karl (1942–2024), US-amerikanischer Klassischer Philologe
- Galinsky, Wolfgang (1910–1998), deutscher Diplomat

### Galio
- Galiot, Inma, spanische Jazzmusikerin (Kontrabass, Komposition) und Filmkomponistin
- Galiotos, Markos (* 1996), griechischer Volleyballspieler

### Galip
- Galip, Reşit († 1934), türkischer Politiker
- Galipoğlu, Erdem (* 1988), deutscher Wirtschaftsinformatiker

### Galis
- Galis, Dušan (* 1949), slowakischer Fußballtrainer und Politiker
- Galis, Nikos (* 1957), griechischer BasketballspielerNikos Galis (* 1957)

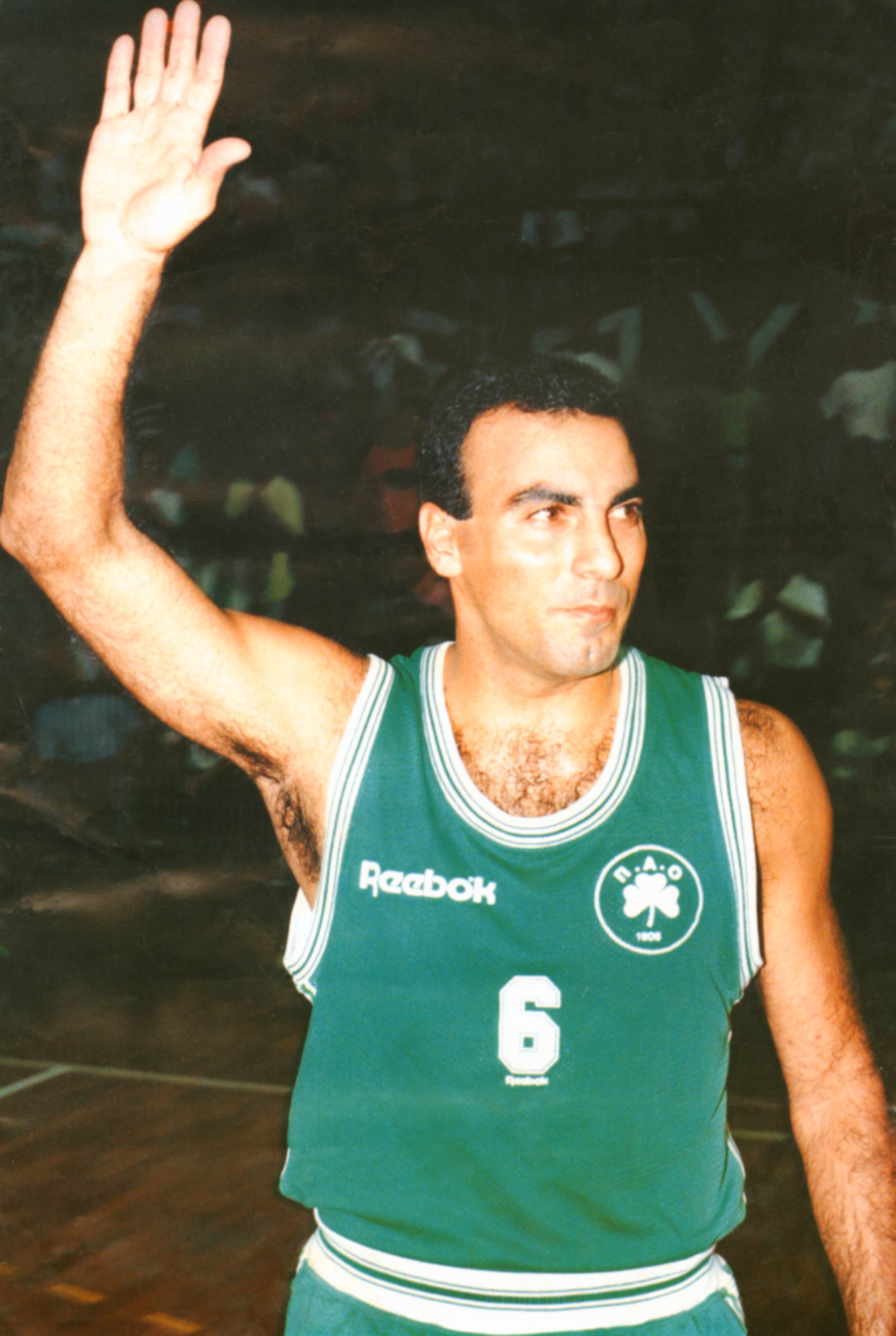
Nikos Galis (* 1957)

- Galis, Petru (* 1943), rumänischer Maler und Grafiker
- Galis, Tomáš (* 1950), slowakischer Geistlicher, Bischof von Žilina
- Galisch de Palma, Greta (* 1976), deutsche Schauspielerin und Synchronsprecherin
- Galison, Peter (* 1955), US-amerikanischer Physiker und Wissenschaftshistoriker
- Galisson, Robert (1932–2020), französischer Romanist und Fremdsprachendidaktiker

### Galit
- Gălițeanu, Ionuț (* 1979), rumänischer Skibergsteiger
- Galitsch, Alexander Arkadjewitsch (1918–1977), sowjetischer Lyriker, Dramatiker und Schauspieler
- Galitsch, Alexander Iwanowitsch (1783–1848), russischer Philosoph und Logiker
- Galitsios, Giannis (* 1958), griechischer Fußballspieler
- Galitzen, Michael (1909–1959), US-amerikanischer Wasserspringer
- Galitzenstein, Maxim (1886–1932), österreichischer Filmmanager und Filmproduzent
- Galitzine, Irene († 2006), italienische Modeschöpferin russischer Herkunft
- Galitzine, Nicholas (* 1994), britischer SchauspielerNicholas Galitzine (* 1994)

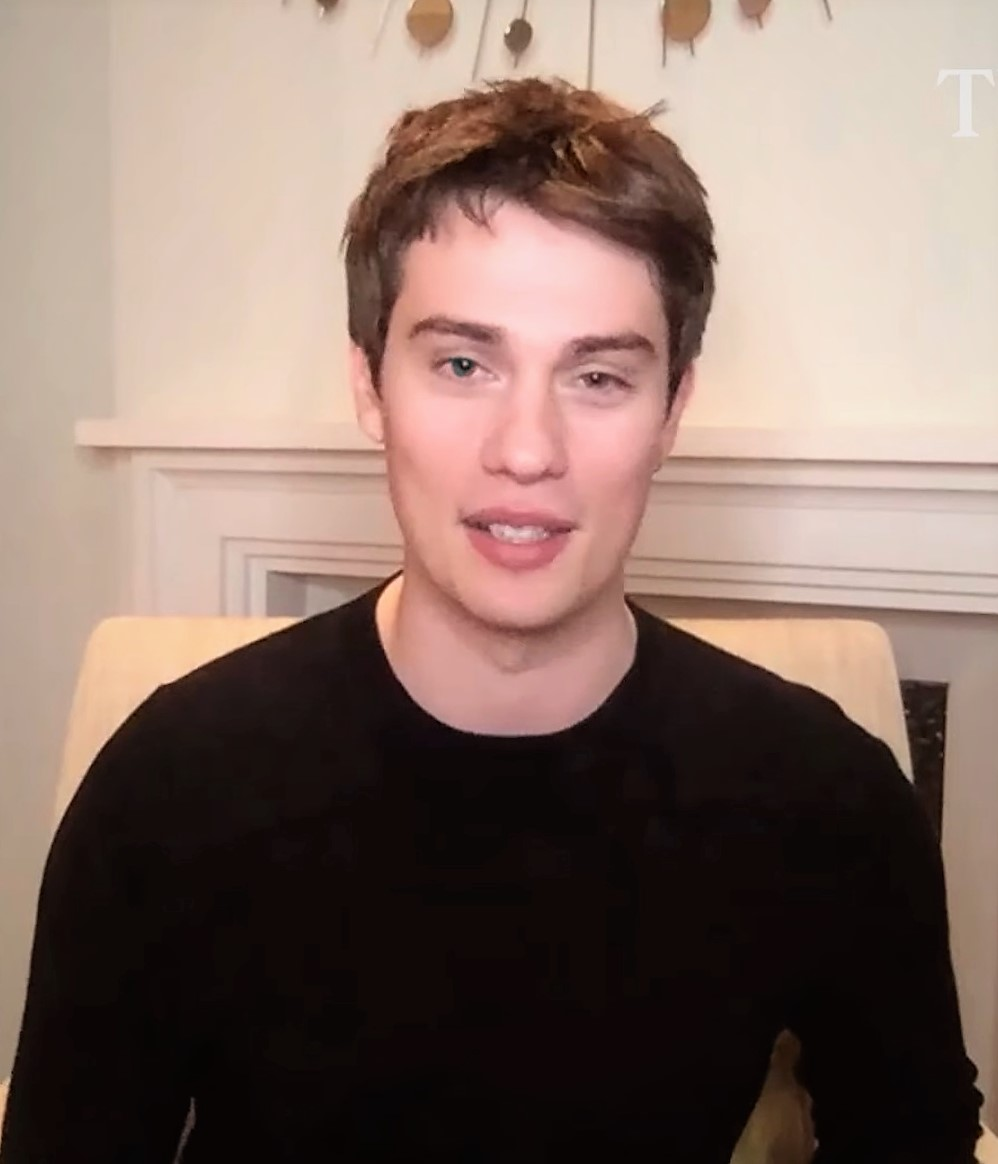
Nicholas Galitzine (* 1994)

- Galitzine, Yuri (1919–2002), britischer Kriegsberichterstatter
- Galitzyn, Alexandra Prinzessin (1905–2006), russische Prinzessin aus dem Fürstenhaus Galitzin

### Galiu
- Galiulina, Luiza (* 1992), usbekische Kunstturnerin

### Galiz
- Galizia, Emanuele Luigi (1830–1907), maltesischer Architekt und Bauingenieur
- Galizia, Fede (1578–1630), italienische Malerin
- Galizia, Giovanni (* 1963), Direktor
- Galizia, Nunzio († 1621), italienischer Kunsthandwerker und Miniaturmaler
- Galizia, Silvio (1925–1989), Schweizer Architekt und Künstler
- Galizkaja, Jekaterina Wiktorowna (* 1987), russische Hürdenläuferin
- Galizki, Alexander Wassiljewitsch (1863–1921), russischer Schachkomponist
- Galizki, Kusma Nikitowitsch (1897–1973), sowjetischer General
- Galizki, Sergei Nikolajewitsch (* 1967), russischer Unternehmer
- Galizki, Wiktor Michailowitsch (1924–1981), russisch-sowjetischer theoretischer Physiker